# Cryptocarya annamensis
Cryptocarya annamensis är en lagerväxtart som beskrevs av C. K. Allen. Cryptocarya annamensis ingår i släktet Cryptocarya och familjen lagerväxter. Inga underarter finns listade i Catalogue of Life.